# Central (Tennessee)
Central es un lugar designado por el censo ubicado en el condado de Carter en el estado estadounidense de Tennessee. En el Censo de 2010 tenía una población de 2.279 habitantes y una densidad poblacional de 252,27 personas por km².

## Geografía
Central se encuentra ubicado en las coordenadas 36°20′1″N 82°17′48″O / 36.33361, -82.29667. Según la Oficina del Censo de los Estados Unidos, Central tiene una superficie total de 9.03 km², de la cual 8.98 km² corresponden a tierra firme y (0.6%) 0.05 km² es agua.

## Demografía
Según el censo de 2010, había 2.279 personas residiendo en Central. La densidad de población era de 252,27 hab./km². De los 2.279 habitantes, Central estaba compuesto por el 96.01% blancos, el 0.75% eran afroamericanos, el 0.22% eran amerindios, el 0.53% eran asiáticos, el 0.09% eran isleños del Pacífico, el 0.75% eran de otras razas y el 1.67% pertenecían a dos o más razas. Del total de la población el 1.71% eran hispanos o latinos de cualquier raza.